# Aida Magro
Aida de Freitas Loureiro Magro (Huíla, 1918 - Lisboa, 2011) fue una ingeniera química portuguesa y política comunista revolucionaria que luchó contra el Estado Nuevo portugués y fue detenida por la PIDE.

## Trayectoria
Nació en Angola, en la provincia de Huila, el 4 de abril de 1918 y murió en Lisboa, el 11 de noviembre de 2011.
Permaneció en Angola hasta finales de su adolescencia, cuando viajó a Portugal para estudiar química en el Instituto Industrial de Lisboa (actualmente Instituto Superior de Engenharia de Lisboa ), donde se involucró en la lucha estudiantil contra la dictadura impuesta por Salazar y estuvo defendiendo los derechos de las mujeres.
En 1942 se afilió al Partido Comunista Portugués y 3 años más tarde entra en la cladestinidad cuando su marido, José Magro  es denunciado a la PIDE. Aida consigue llevar consigo a su hija bebe que más tarde entregara a la familia.
Durante el período en el que vivió en la clandestinidad, Aida Magro asumió varias funciones, entre ellas; las de controlar el Comité de la Zona Este de Lisboa, la zona obrera más importante de la capital portuguesa, de transportar documentos ilegales y de colaborar con publicaciones clandestinas del partido, entre ellas A Voz das Comrades, para la que ella escribió bajo el seudónimo de Eva. A esto se suman las tareas que eran la responsabilidad de las mujeres encargadas, es decir, de velar  que las casas clandestinas fueran seguras y mantener en ellas una rutina diaria para que no despertara sospechas de los vecinos.
Fue arrestada por la PIDE el 27 de mayo de 1957 y enviada a la prisión de Caxias, donde fue aislada e interrogada durante 6 meses. En junio del año siguiente fue juzgada y condenada a dos años y medio de prisión con suspensión de sus derechos políticos por 15 años y sujeta a medidas de seguridad, lo que significó la ampliación de su pena y fue puesta en libertad 6 años después. Durante todo el período de cautiverio nunca fue torturada y nunca vio a su marido que estaba encarcelado en el mismo lugar. Mientras estuvo en prisión, pasó su tiempo leyendo, aprendiendo y discutiendo artículos periodísticos con otras prisioneras. Es una de las autoras de las trece cartas que forman el Manifiesto de Caxias.
Tenía 45 años cuando salió de prisión y estaba sujeta a libertad condicional, lo que significaba que debía presentarse todos los meses en la PIDE y tener una residencia fija, lo que le impedía salir de Lisboa. Esto significaba que para visitar a su marido, que había sido arrestado nuevamente y enviado a la prisión de Peniche, tenía que pedir permiso. Además, tuvo dificultades para encontrar trabajo como ingeniera química y se vio obligada a trabajar fuera de su campo, incluso vendiendo máquinas de café para sobrevivir.
Sigue estando políticamente activa y se dedicaba a apoyar a los presos políticos y sus familias. En 1973, escribió a Marcelo Caetano y le pidió que liberara a su marido teniendo en cuenta su estado de salud y que obtuviera la amnistía política prometida a todos los presos políticos, que no tuvo ningún efecto, la liberación de su marido sólo se produciría el año siguiente, con la revolución de abril 25.
Después de la revolución, Aida Magro se convirtió en empleada del Partido Comunista Portugués, trabajando en Sintra y en la sede del partido.

## Reconocimientos
En el año 2000, el gobierno portugués le concedió una pensión en reconocimiento a su labor a favor de la Libertad y la Democracia. Su fondo documental ha sido digitalizado y puede consultarse en el Centro de Documentación 25 de Abril de la Universidad de Coimbra, conservando los originales en la Torre do Tombo desde 2007.